# 19139 Apian
19139 Apian là một tiểu hành tinh vành đai chính được phát hiện ngày 6 tháng 4 năm 1989 bởi F. Borngen ở đài quan sát thiên văn Karl Schwarzschild, Đức.
Apian được đặt theo tên nhà nghiên cứu khoa học nhân vân người Đức Peter Apian. Tên này dùng như là tiêu chuẩn quốc tế chính thức và được đăng ký ở Hiệp hội Thiên văn Quốc tế (IAU).